# Scenopinus bicuspis
Scenopinus bicuspis är en tvåvingeart som beskrevs av Kelsey 1971. Scenopinus bicuspis ingår i släktet Scenopinus och familjen fönsterflugor. Inga underarter finns listade i Catalogue of Life.